# Anastasio Pantaleón de Ribera
Anastasio Pantaleón de Ribera (Madrid, 1600-27 de febrero de 1629) fue un humanista y poeta barroco español del Culteranismo.

## Biografía
Cursó estudios en el Colegio Imperial de la Compañía de Jesús y en las Universidades de Alcalá de Henares y Salamanca. Frecuentó diversas academias literarias, especialmente la Academia de Mendoza, y según propia confesión, "poeta soy gongorino". Es autor de la Fábula de Europa, diversas composiciones festivas y varios vejámenes de academias. 
Fue amigo de José Pellicer de Ossau y murió víctima de una herida accidental que, después de veinte meses de enfermedad, acabó prematuramente con él; tuvo tiempo antes, sin embargo, de indicar a su madre que quemase todos sus escritos, con lo cual desaparecieron unas Notas a Valerio Flaco y otras a Arnobio así como dos sátiras, El búho y El Ante Christo a imitación de Persio, Juvenal y Horacio. Destacó como poeta jocoso y festivo y fue un buen dominador de la lengua latina. Pellicer intentó imprimir sus Obras en 1631, pero la Inquisición recogió los libros y solo pudieron venderse, convenientemente expurgados, en 1634; a este proceso censor aludió fugazmente Francisco de Quevedo en su Perinola (1632).